# Metrosideros polymorpha
Metrosideros polymorpha, la ʻlehua, és una espècie de floració d'arbres perenne a la família Myrtus, Myrtaceae, que és endèmica a les sis illes més grans de Hawaiʻi. És un arbre molt variable, de 20–25 m (66–82 ft) d'altura en situacions favorables i un arbust prostrat molt més petit quan es cultiva en sòls bruscs o directament sobre basalt. Produeix una brillant exhibició de flors, formada per una massa d'estams, que pot anar des del vermell intens fins al groc. Moltes tradicions natives hawaianes es refereixen a l'arbre i als boscos que forma com a sagrats a Pele, la deessa dels volcans, i a Laka, la deessa Hula. Els arbres creixen fàcilment sobre la lava i solen ser les primeres plantes que creixen en nous fluxos de lava.
És un concepte errònia comú que la paraula ʻōhiʻa s'utilitza per referir-se a l'arbre i que la paraula lehua només es refereix a les seves flors. El Diccionari hawaià (Pukui i Elbert 1986: 199) defineix lehua amb aquestes paraules: "La flor de l'arbre ʻōhiʻa ... també l'arbre en si [l'èmfasi afegit]." Així, els metrosideros polimorfs poden ser esmentats correctament com a arbre lehua, o com a "ihiya o lehua", o simplement "ihiya".

## Distribució
Metrosideros polymorpha és l'arbre natiu més comú a les illes Hawaii, tolerant una àmplia gamma de condicions del sòl, temperatura i pluges. Creix des del nivell del mar fins a la línia de l'arbre a elevacions de 2,500 m (8,200 ft) i es troba habitualment en boscos secs i humits, arbustos alts i és un colonitzador de colades recents de lava. És de creixement relativament lent. Dominant en boscos de núvols per sobre dels 400 m (1,300 ft), l'arbre també és habitual en boscos humits de temporada, on pot ser dominant o formar barreges amb l'Acacia koa autòctona.

## Hàbitat

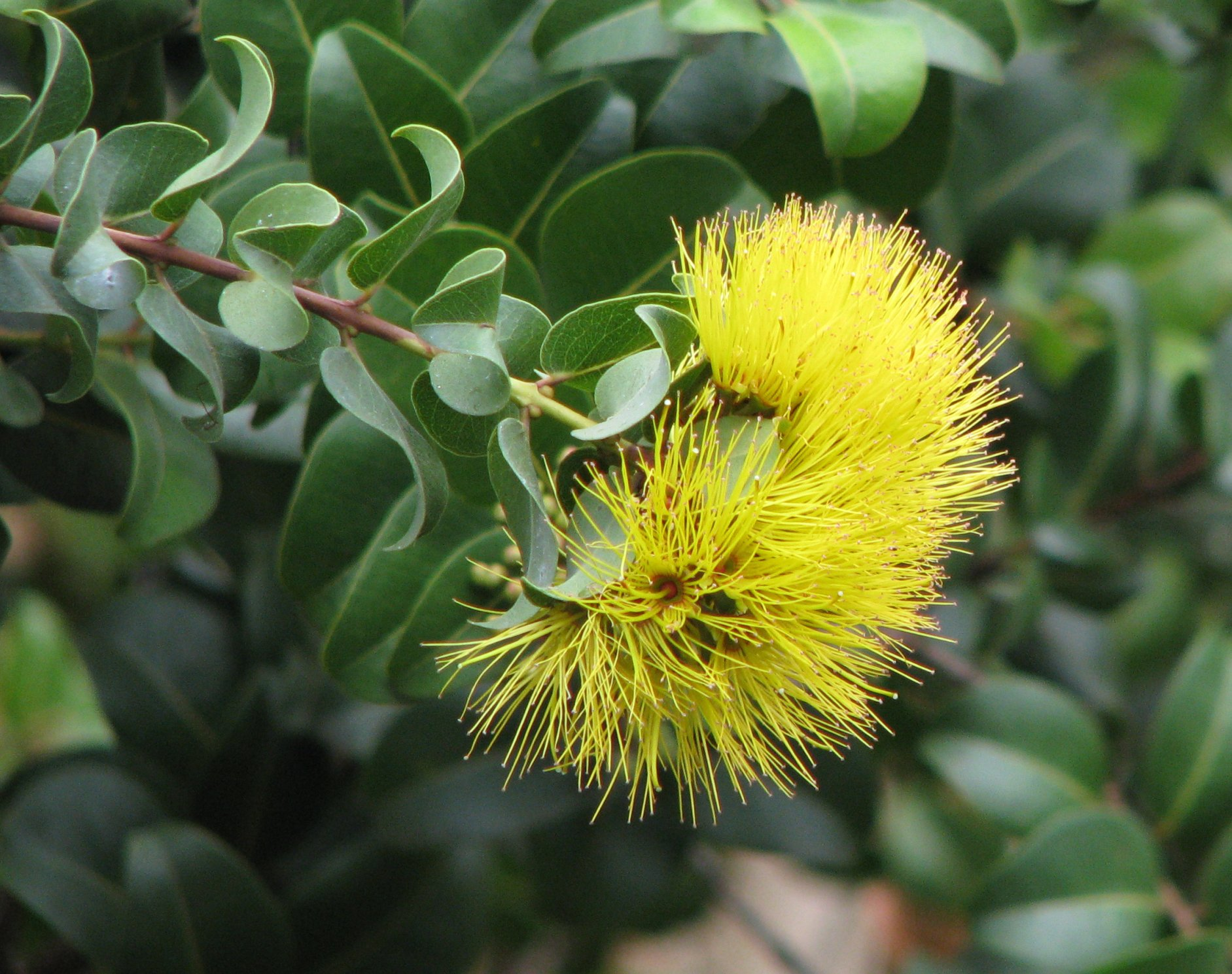
Variant groga de les flors de l'arbre

Metrosideros polymorpha pot aparèixer com un arbre alt o un arbust prostrat, i tot plegat. Prefereix sòls d'àcid a neutre (pH 3.6 a 7.4) i, o bé un histosol, mol·lisol, podzol, oxisol, ultisol, o alfisol. Precipitació de 1,000–3,000 mm (39–118 in) per any és afavorida, però ʻōhiʻa pot créixer en boscos secs que reben com a mínim 400 mm (16 in) o pantans amb més de 10,000 mm (390 in) de pluja. En sòls humits i profunds, l'ʻōhiʻa creix fins als 20–25 m (66–82 ft) d'altura. Exemplars que arriben als 30 m (98 ft) d'altura estan registrats. El tronc varia de forma. En alguns arbres, és recte i suau; en d'altres, es retorça i s'encamina de manera destacada. Els arbres que creixen en els boscos sovint tenen arrels aèries, havent van germinar en troncs o tiges de la caiguda hāpuʻu (Cibotium, falgueres arbòries), que han de llarg decaigut de distància quan l'arbre ha arribat a la maduresa. Alguns arbres tenen arrels aèries fibroses per recollir la humitat. A elevades altes i en zones amb sòls pobres o poca pluviositat, les formes arbustives són la norma. Les flors solen tenir un color vermell brillant o mitjà, però també es troben formes de color vermell ataronjat, salmó, rosa, groc o taronja. Les flors apareixen en racons als extrems terminals de les branques. Les masses d'estams s'estenen des de la flor i donen a les flors la seva característica forma de burla.

## Usos

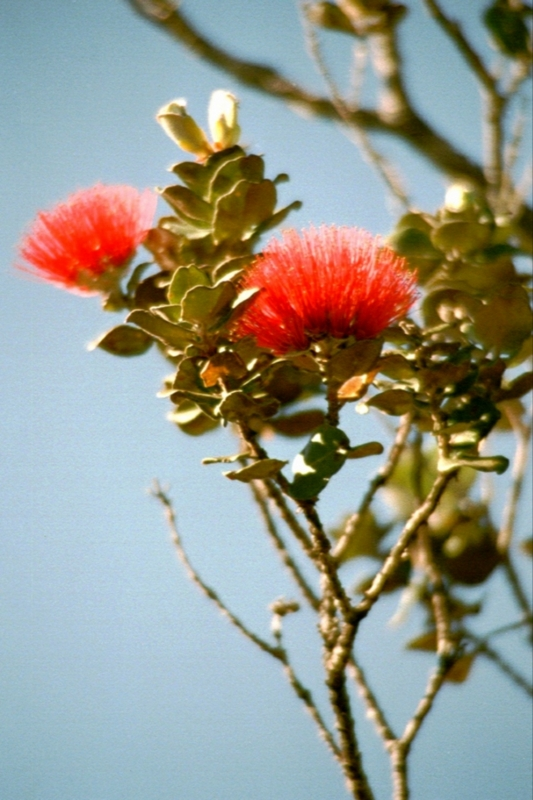
Flors lehua (ʻōhiʻa lehua), Hawaiʻi

La fusta de color marró vermellós del Metrosideros polymorpha és molt dura, amb una textura fina i té una gravetat específica de 0,7. En la societat nativa de Hawaii, que va ser utilitzat a casa i la construcció heiau, així com per fer papa kuʻi ʻai (taula de poi), armes, mànecs d'eines, hohoa (batedors rodons de kapa), i kiʻi (estàtues i ídols). Tot i que el tronc de ʻōhiʻa no va ser utilitzat per fer el kaʻele (casc) de waʻa un (canoes), que es va utilitzar per a la seva waʻa (seients), pale (bordes), i pola (coberta). Els wae (escampadors) es van fer des de les corbes arrels xanques de ʻōhiʻa. El pā (esgrima) es fabricava a partir de la fusta per la seva disponibilitat; la kauila (Colubrina oppositifolia o Alphitonia ponderosa), fustes més duradores en contacte amb el sòl, era més rara. Com que la llenya cremava calenta i neta, era excel·lent la wahie (llenya). Es va utilitzar la lehua (flors) i la liko lehua (brots de fulla) per fer lei. Les flors s'utilitzaven medicinalment per tractar el dolor experimentat durant el part.
L'ʻōhiʻa lehua és una de les poques plantes de mel que és originària de les Illes Hawaïanes.

## Espècies similars
Hi ha al voltant de 50 espècies del gènere Metrosideros al sud-est asiàtic i el Pacífic i, a més, una espècie a Sud-àfrica. Les illes Hawaii alberguen cinc espècies de Metrosideros que són endèmiques de les illes, és a dir, que no es troben enlloc més del món. Es tracta de: Metrosideros polymorpha, M. macropus, M. rugosa, M. tremuloides i M. waialealae. Les espècies es distingeixen fàcilment les unes de les altres per les característiques de les fulles.
Metrosideros kermadecensis, de les illes Kermadec al nord de Nova Zelanda, recentment s'ha naturalitzat a Maui i pot esdevenir una espècie plaga. Diversos conreessis de M. excelsa, l'arbre de pohutukawa de Nova Zelanda, s'han plantat de vegades com plantes ornamentals a Hawaiʻi però no hi ha informes de naturalitzar. Metrosideros polymorpha es va classificar originalment com una varietat de M. collina, originària de Rarotonga, Tahití i altres illes de la Polinèsia, però ara és generalment acceptada com una espècie endèmica hawaiana diferent.

## Conservació

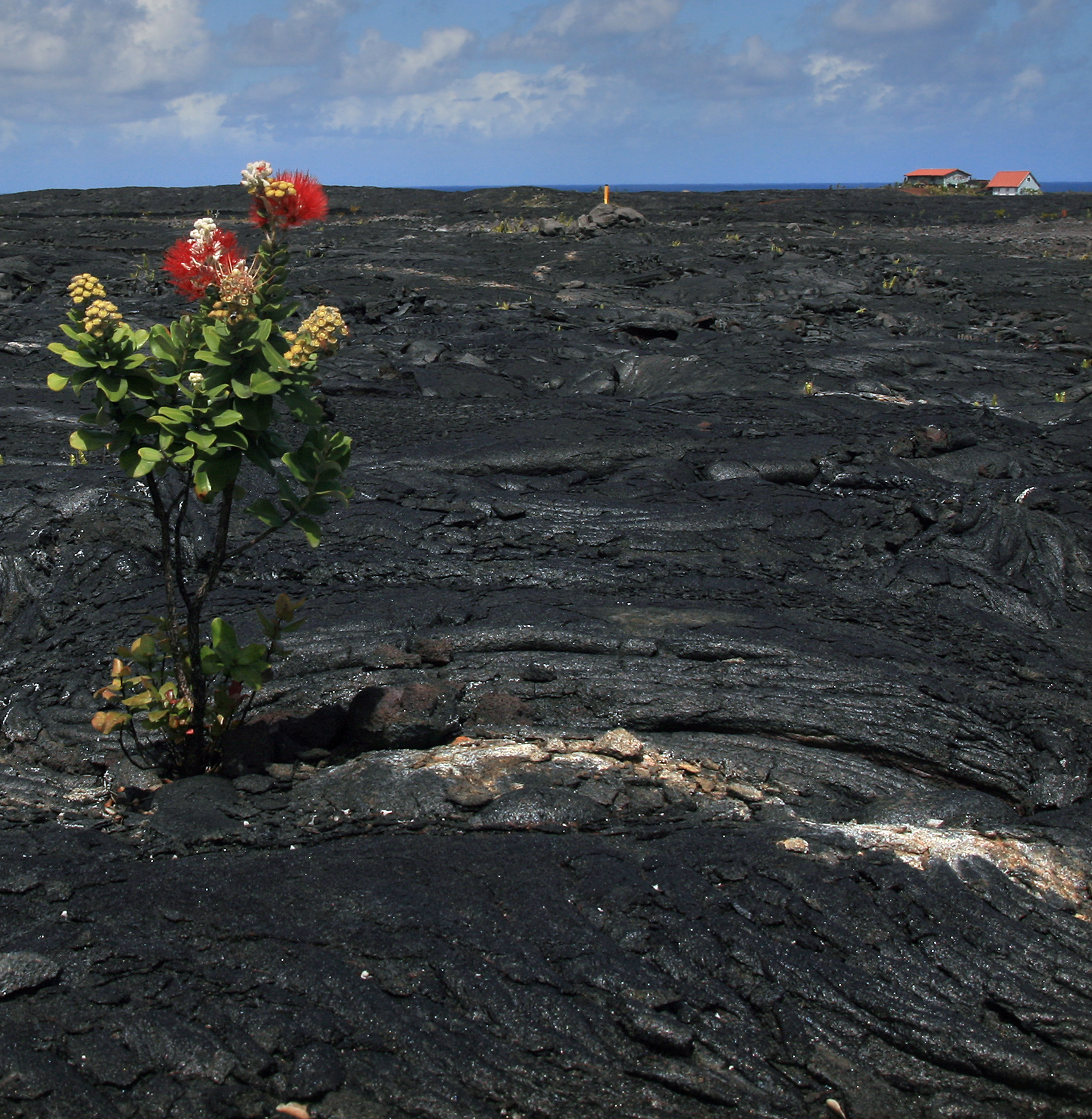
Un exemplar de l'espècie que colonitza pahoehoe de trenta anys flueix de Kīlauea a Kalapana, Hawaii.

Els boscos de Metrosideros polymorpha a Hawaiʻi han estat envaïdes per milers d'espècies exòtiques. Als boscos humits s'inclouen el guava de maduixes (Psidium littorale), l'albizia (Falcataria moluccana) i la “pesta morada” (Miconia calvescens). A les zones més seques, els invasors problemàtics inclouen l'arbre faya (Myrica faya) i la maduixa de Nadal (Schinus terebinthifolius). Herbes alienes com l'arrossada de prat (Ehrharta stipoides) poden formar un sotabosc que impedeixi o inhibeixi la regeneració natural dels boscos. A les zones més seques, M. polymorpha ha de competir amb el roure de seda (Grevillea robusta) i l'herba de la font (Pennisetum setaceum).

### Mort ràpida d'Ōhi'a
Més recentment, una soca de fongs inicialment identificada com Ceratocystis fimbriata ha atacat els boscos ōhiʻa de la Gran Illa, provocant la Mort Ràpida de Ōhi'a. La malaltia rep aquest nom perquè els arbres sans semblen morir entre pocs dies i poques setmanes. Si bé ʻōhiʻa es manté extremadament abundant, algunes espècies que en depenen, com el ʻakekeʻe (Loxops caeruleirostris) i els escarabats de llana del gènere Plagithmysus s'han posat en perill a causa de la reducció de les zones forestals. L'abril de 2018, la causa de la mort ràpida d'ōhi’a es va identificar com a dues espècies de Ceratocystis abans desconegudes per la ciència: C. huliohia i C. lukuohia. El mes de maig del 2018, els arbres ōhiʻa infectats es van trobar a l'illa de Kauai, fet que va sol·licitar que els membres del transport públic de límit de productes de l'ōhiʻa dins de l'illa.

## Etimologia
El nom del gènere Metrosideros es deriva de la paraules metra grec, que significa 'duramen', i sideron, que significa 'ferro', i es refereix a la dura fusta dels arbres en aquest gènere. L'epítet polimorfa específic , que significa “moltes formes”, és molt adequat, ja que els individus d'aquesta espècie presenten moltes morfologies diferents i habiten una àmplia gamma de situacions ecològiques. Es creu que el mot hawaià ʻōhiʻa ha estat derivat de la paraula protoceànica ancestral, "kafika". Arreu d'Oceania, hi ha moltes paraules semblants que també es van derivar del mateix protoforme ancestral i, en la majoria dels casos, són noms per a l'arbre "poma de muntanya" o l'arbre "poma malai", Syzygium malaccense. Tanmateix, a les Illes Hawaianes, la paraula ʻōhiʻa no s'utilitza només per referir-se a Syzygium malaccense, sinó també a altres espècies de Syzygium i Metrosideros que hi ha. La derivació de la paraula lehua és més obscura i, tot i que hi ha moltes opinions sobre el seu origen, fins ara no hi ha hagut cap estudi lingüístic històric de la paraula que aporti proves convincents per a cap etimologia particular.

## Mitologia
En la mitologia hawaiana, l'ʻŌhiʻa i Lehua eren dos joves amants. La deessa del volcà Pele es va enamorar del bell ʻŌhiʻa i es va acostar a ell, però ell va rebutjar els seus avanços. Amb una gelosia, Pele va transformar ʻŌhiʻa en un arbre. Lehua va ser devastada per aquesta transformació i per llàstima els altres déus la van convertir en una flor i la van col·locar damunt del ʻōhiʻa un arbre. Altres versions diuen que Pele es va sentir lamentable però no va ser capaç de revertir el canvi, per la qual cosa va convertir Lehua en una flor ella mateixa. Es diu que quan una flor lehua és arrencat d'un arbre ʻōhiʻa, el cel s'omplirà de pluja que representa les llàgrimes dels amants separats.